# Loxostege aemulalis
Loxostege aemulalis là một loài bướm đêm trong họ Crambidae.